# Zakraj, Tolmin
Zakraj este o localitate din comuna Tolmin, Slovenia, cu o populație de 30 de locuitori.